# アルスバッハ＝ヘーンライン
アルスバッハ＝ヘーンライン (ドイツ語: Alsbach-Hähnlein) はドイツ連邦共和国ヘッセン州ダルムシュタット＝ディーブルク郡に属す町村（以下、本項では便宜上「町」と記載する）。

## 地理

### 隣接する市町村
アルスバッハ＝ヘーンラインは、北はビッケンバッハ、東はゼーハイム＝ユーゲンハイム、南はベンスハイムとツヴィンゲンベルク（ベルクシュトラーセ郡）、西はゲルンスハイム（グロース＝ゲーラウ郡）とそれぞれ境を接している。

### 自治体の構成
アルスバッハ＝ヘーンラインは、アルスバッハ地区、ヘーンライン地区およびザントヴィーゼ地区の3地区からなる。

## 歴史

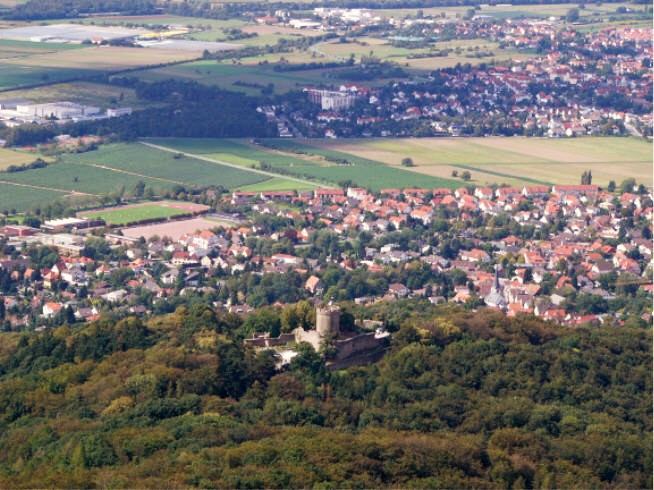
アルスバッハ城とアルスバッハ＝ヘーンラインの街

アルスバッハは773年にロルシュ文書中で初めて言及されている。しかし出土品は、アルスバッハやヘーンラインの場所には新石器時代（紀元前2800年から1800年頃）には人が住んでいたことを示している。1240年にゴットフリート1世フォン・ビッケンバッハによってアルスバッハ城が建設された。1423年にはユダヤ人墓地の存在が確認される。1527年から1537年までヴュルテンベルク公ウルリヒがここで亡命生活を送った。1997年9月18日、ヘッセン州の州当局のすすめにより市民団体「アルスバッハ城歴史・文化クラブe.V.」が設立された。この市民団体の目的は、城址を良好な状態に保ち、美化に努め、修復を行うことにある。さらに様々な行事を通して、ヘッセン州の文化財であるアルスバッハ城を訪れる人を惹きつける史跡とし、家族みんなに愛される見るべき価値のある観光地にすることにも努めている。2000年からこの市民団体は自主的に城の管理・運営を行っている。
ヘーンラインは1333年に、ロルシュ文書中に「Hennechen」の名前で初めて登場する。この名前は、紛らわしいのだが、鶏とは関係がない（Henne = 雌鶏、Hahn = 雄鶏）。これは「Hainlin」あるいは「Hainlein」とも記述され、森の中の入植地「Hagen」に由来する。中心部には後に「ハイナー・ホーフ」が築かれた。この建物は後に避難所となり、現在は町の庁舎として利用されている。

## 行政

### 議会
アルスバッハ＝ヘーンラインの町議会は31議席からなる。

### 友好都市
- Diósd（ハンガリー）1989年
- クリニッツベルク（ドイツ、ザクセン州）1991年

## 交通
アルスバッハ＝ヘーンラインでは以下の公共交通機関が利用可能である。
ダルムシュタット市電8系統: ダルムシュタット＝アーハイルゲン – アルスバッハ
バス路線669系統: ユーゲンハイム – アルスハイム – ヘッペンハイム
バス路線K50系統: ニーダー＝ベーアバッハ – アルスバッハ – ヘーンライン
バス路線8N系統: ダルムシュタット＝エーバーシュタット – アルスバッハ – ヘーンライン
ヘーンライン＝アルスバッハ駅からは、ダルムシュタット、フランクフルト・アム・マイン、マンハイム/ハイデルベルク行きのレギオナルバーンが発着する。
アルスバッハには1961年まで、現在は廃線となったビッケンバッハ – ゼーハイム線の駅があった。

## 人物

### ゆかりの人物
- エルンスト・パスクー（1821年 – 1897年）オペラ歌手、音楽家、著作家
- ベンノ・エルカン（1877年 – 1960年）彫刻家、1911年から1919年にアルスバッハに住んだ。
- エリーザベト・グリュンマー（1911年 – 1986年）オペラ歌手
- ハノ・バーリッチュ（1981年 - ）サッカー選手

## 引用
1. ↑  Hessisches Statistisches Landesamt: Bevölkerung in Hessen am 31.12.2023 (Landkreise, kreisfreie Städte und Gemeinden, Einwohnerzahlen auf Grundlage des Zensus 2011)]